# Operazione vendetta
Operazione vendetta (The Amateur) è un film statunitense del 2025, diretto da James Hawes.
È basato sul libro The Amateur scritto nel 1981 da Robert Littell, da cui è stato tratto anche un precedente film omonimo.

## Trama
Il crittografo della CIA, Charlie Heller, sta restaurando un vecchio Cessna, regalo della moglie Sarah, partita per un viaggio di lavoro a Londra. Sul lavoro Charlie ha stretto amicizia con un agente sul campo, Jackson O'Brien, nome in codice The Bear, e con una fonte anonima, denominata Inquiline. Dai file riservati forniti da Inquiline emergono prove che indicano come il capo di Charlie, Alex Moore, abbia nascosto degli omicidi politici effettuati mediante attacchi di droni facendoli passare come attacchi suicidi. Successivamente, Charlie viene convocato dalla direttrice della CIA, Samantha O'Brien, la quale lo informa che sua moglie Sarah è stata uccisa in un attacco terroristico.
Charlie scopre che a seguito di un fallito accordo sul traffico di armi, quattro criminali hanno preso in ostaggio Sarah e altri, uccidendo lei prima di fuggire. Charlie identifica i sospettati: il criminale bielorusso Mishka Blazhic, l’ex operativo delle forze speciali sudafricane Ellish, l’ex ufficiale dell’intelligence armena Gretchen Frank e l’elusivo cervello criminale Horst Schiller, responsabile della morte di Sarah. Charlie vorrebbe vendicarsi, ma Moore e il suo vice, Caleb Horowitz, lo bloccano sostenendo di essere al lavoro per smantellare l’intera rete di Schiller. Determinato a vendicare Sarah, Charlie affronta Moore facendo vedere i file che dimostrano il suo coinvolgimento negli omicidi mediante droni, minacciando di diffondere le informazioni se non gli verranno messi a disposizione le risorse e l’addestramento specifico per catturare personalmente i quattro aggressori.
Inviato ad addestrarsi con il colonnello Robert Henderson a Camp Peary, il timido Charlie sorprende per le sue doti nel creare ordigni, anche se Henderson dichiara che non è in grado di uccidere. Durante una perquisizione nella casa e nell’ufficio di Charlie, Moore e Caleb scoprono un CD nascosto in un jukebox, rendendosi conto però che si trattava di un bluff. Henderson riceve l’ordine di eliminare Charlie, che però era già fuggito dal paese dopo aver scoperto i piani di Moore grazie a una microspia.
Charlie rintraccia Gretchen a Parigi e, seguendo un tutorial su come scassinare, riesce a introdursi nel suo appartamento. Scopre che Gretchen aveva un appuntamento in una clinica per le allergie, ed estrae una pistola, ma non trova in sé la forza di sparargli. Tormentato dai ricordi di Sarah, intrappola Gretchen in una camera ipobarica della stessa clinica, che riempie di polline. Charlie le chiede la posizione di Schiller, ma, non riuscendo ad ucciderla, la lascia andare; Gretchen scappa per strada dove viene investita fatalmente da un furgone.
Dopo essersi impossessato del telefono di Gretchen, Charlie fugge a Marsiglia, dove Henderson lo insegue in un bar. Charlie, però, causa un'esplosione nel bagno e ne approfitta per scappare. Richiede quindi l'aiuto di Inquiline e riesce a raggiungere clandestinamente Istanbul, dove la incontra; Inquiline si rivela essere la vedova russa di un ex ufficiale del KGB assassinato, che ha preso il suo posto come fonte per Charlie. Insieme rintracciano Blazhic in un lussuoso hotel a Madrid. Nel frattempo, Samantha scopre che Moore ha inviato Henderson alle calcagna di Charlie e, non fidandosi del suo subordinato, schiera una propria operativa per proteggerlo.
A Madrid, Charlie raggiunge Blazhic mentre nuota nella piscina sul tetto dell’hotel. Quando Blazhic si rifiuta di collaborare, Charlie rompe il vetro della piscina facendolo precipitare e uccidendolo. Henderson intanto lo raggiunge, ma viene bloccato dall’operativo di Samantha che viene ucciso durante lo scontro, mentre Henderson rimane gravemente ferito. Charlie riesce a fuggire. Caleb si accorge che Charlie sta comunicando con qualcuno e rintraccia Inquiline, inviando una squadra d’assalto a Istanbul; Inquiline viene uccisa mentre tenta di fuggire con Charlie.
Successivamente, Charlie rintraccia Ellish in Romania, con la scusa di vendergli dei missili, e lo intrappola con un ordigno improvvisato, costringendolo a rivelare che Schiller opera da una nave nel Mar Baltico. Prendendo il telefono di Ellish, lo lascia a morire nell’esplosione. Charlie arriva a Primorsk per spiare l’operazione di Schiller; qui, The Bear lo affronta, ma Charlie rifiuta di porre fine alla sua vendetta.
Alla fine, Charlie viene catturato e portato a bordo della nave di Schiller, dove si trova faccia a faccia con l'assassino di Sarah. Schiller gli offre una pistola carica e la possibilità di compiere la vendetta; tuttavia, Charlie rivela di aver hackerato i comandi della nave, cambiando la rotta verso il Golfo di Finlandia, dove Schiller viene arrestato dalla polizia finlandese e dall'Interpol. Moore e Caleb vengono arrestati per operazioni non autorizzate, e Samantha annuncia che l’agenzia ha eliminato i funzionari disonesti. Dopo aver ricevuto la visita di  Henderson, nel frattempo guarito dalle ferite, Charlie completa il restauro del suo aereo e si mette in volo.

## Produzione
Lo sviluppo di una nuova trasposizione del romanzo di Robert Littell fu annunciato per la prima volta nel novembre 2006, con Hugh Jackman come protagonista e Evan Katz incaricato della sceneggiatura. Dopo una lunga pausa, nel febbraio 2023, Hutch Parker e Dan Wilson furono annunciati come produttori del progetto per 20th Century Studios, mentre per la regia fu scelto James Hawes con Rami Malek nel ruolo principale; Malek è stato inoltre nominato produttore esecutivo. A maggio, fu annunciato che anche Rachel Brosnahan, Caitriona Balfe, Adrian Martinez, Laurence Fishburne, Holt McCallany e Julianne Nicholson avrebbero fatto parte del cast.
Le riprese principali sono iniziate a Londra nel giugno 2023, con location nel sud-est dell'Inghilterra, oltre che in Francia e in Turchia. Parte della produzione si è svolta anche presso gli Pinewood Studios. Le riprese furono sospese a luglio a causa dello sciopero SAG-AFTRA del 2023, per poi riprendere a dicembre dello stesso anno. In seguito, fu annunciata la presenza fra gli attori anche di Takehiro Hira. Nell'ottobre 2024, la Writers Guild of America stabilì che Ken Nolan e Gary Spinelli avrebbero ricevuto il credito per la sceneggiatura, a cui hanno contribuito anche  Katz, Scott Z. Burns, Stephen Chin, Scott Frank, Hawes, Littell, Diana Maddox e Patrick Ness .

## Distribuzione
Il film è stato distribuito negli Stati Uniti l'11 aprile 2025, dopo essere stato inizialmente programmato per l'8 novembre 2024. In Italia è stato distribuito il giorno prima.

## Accoglienza

### Incassi
Il film ha incassato 40759635 $ in Nord America e 55241201 $ nel resto del mondo, per un totale di 96000836 $. In Italia ha incassato 1130677 €
Negli Stati Uniti e in Canada, The Amateur è uscito insieme a Drop, Warfare e The King of Kings, ed era previsto che avrebbe incassato tra i 12 e i 14 milioni di dollari da 3.300 cinema nel weekend d'apertura.
Il film ha incassato 5,99 milioni di dollari nel suo primo giorno, inclusi 2 milioni derivanti dalle proiezioni in anteprima effettuate durante la settimana. Ha debuttato con 14,8 milioni di dollari, classificandosi al terzo posto al botteghino, dietro A Minecraft Movie e The King of Kings.
Nel secondo weekend, il film ha incassato 6 milioni di dollari (con una flessione del 53%), classificandosi al quarto posto.

### Critica
Su Rotten Tomatoes il 61% delle recensioni è positivo, su Metacritic il voto medio è di 52/100.